# Azərbaycan Kuboku 2003-2004
La Azərbaycan Kuboku 2003-2004 è stata la 12ª edizione della coppa nazionale azera, disputata tra il 20 settembre 2003 con gli incontri del turno preliminare e il 9 maggio 2004 e conclusa con la vittoria del Neftchi Baku PFC, al suo quarto titolo.

## Ottavi di finale
Gli incontri di andata si disputarono il 18 e 19 ottobre mentre quelli di ritorno l'1 e 2 novembre 2003.
| Squadra 1               | Totale | Squadra 2                | Andata | Ritorno |
| ----------------------- | ------ | ------------------------ | ------ | ------- |
| Neftchi Baku PFC        | 6 - 0  | Lokomotiv Imisli         | 3 - 0  | 3 - 0   |
| Gänclärbirliyi Sumqayit | 3 - 2  | Dinamo Baku              | 2 - 0  | 1 - 2   |
| FK Gäncä                | 9 - 3  | Khazar Sumqayit          | 6 - 2  | 3 - 1   |
| PFC Turan Tovuz         | 2 - 6  | FK Karabakh              | 2 - 3  | 0 - 3   |
| Adliyya Baku            | 1 - 2  | MOIK Baku                | 0 - 2  | 1 - 0   |
| Lider Qarabag Agdam     | 1 - 22 | Safa Baku                | 0 - 14 | 1 - 8   |
| Energetik Mingacevir    | 0 - 6  | FK Shamkir               | 0 - 3  | 0 - 3   |
| Bakili Baku             | 3 - 1  | Khazar Universiteti Baku | 3 - 0  | 0 - 1   |

## Quarti di finale
Gli incontri di andata si disputarono il 17 mentre quelli di ritorno il 23 marzo 2004.
| Squadra 1               | Totale | Squadra 2   | Andata | Ritorno |
| ----------------------- | ------ | ----------- | ------ | ------- |
| MOIK Baku               | 0 - 2  | Bakili Baku | 0 - 0  | 0 - 2   |
| Neftchi Baku PFC        | 7 - 1  | Safa Baku   | 6 - 1  | 1 - 0   |
| Gänclärbirliyi Sumqayit | 0 - 5  | FK Karabakh | 0 - 0  | 0 - 5   |
| FK Gäncä                | 0 - 5  | FK Shamkir  | 0 - 0  | 0 - 5   |

## Semifinali
Gli incontri di andata si disputarono il 14 mentre quelli di ritorno il 22 aprile 2004.
| Squadra 1   | Totale | Squadra 2        | Andata | Ritorno |
| ----------- | ------ | ---------------- | ------ | ------- |
| Bakili Baku | 3 - 5  | Neftchi Baku PFC | 1 - 0  | 0 - 1   |
| FK Karabakh | 1 - 4  | FK Shamkir       | 1 - 2  | 0 - 2   |

## Finale
La finale venne disputata il 9 maggio 2004 a Baku. Il Nefchi vinse 1-0 ai tempi supplementari dopo che l'incontro terminò in parità al novantesimo minuto.
| Arbitro: | Imanxan Sultani |

|                    |           |  |
| Samir Abbasov 104’ | Marcatori |  |